# Eder Orgelbau
Eder Orgelbau ist eine bayrische Orgelbaufirma mit ihrem Sitz in Heufeld, die sich auf den Bau neuer Orgeln sowie auf Restaurierungen historischer Instrumente spezialisiert hat.

## Geschichte
Roland Eder (* 1965) absolvierte seine Orgelbaulehre in München und legte die Meisterprüfung im Orgel- und Harmoniumbau ab. Gemeinsam mit Reinhard Frenger gründete er 1990 in Feldkirchen die Orgelbauwerkstatt Frenger & Eder. 2001 zog die Firma in größere Räumlichkeiten nach Bruckmühl/Heufeld um. Im Jahr 2015 verließ Frenger die Firma, um sich in Feldkirchen niederzulassen. Seitdem führt Roland Eder die Werkstatt in Heufeld unter dem Namen Eder Orgelbau weiter. Bisher entstanden insgesamt in der Werkstatt ca. 60 neue Instrumente, daneben wurden zahlreiche historische Orgeln restauriert und renoviert, vorwiegend im oberbayerischen Raum.

## Werkliste (Auswahl)
Werkliste von 1990-2015 siehe unter Frenger & Eder.
| Jahr | Ort        | Gebäude                | Bild | Manuale | Register | Bemerkungen |
| ---- | ---------- | ---------------------- | ---- | ------- | -------- | --- |
| 2015 | Rudlfing   | Filialkirche St. Maria |      | I/P     | 7        | mechanische Spiel- und Registertraktur Restaurierung des Instruments von Franz Borgias Maerz (erbaut 1884, Opus 178 für das Knabenseminar in Freising; 1925 übertragen nach Rudlfing). → Orgel |
| 2016 | Endlhausen | St. Valentin           |      | I/P     | 8        | Restaurierung der Franz Borgias Maerz Orgel (erbaut 1892, Opus 270). → Orgel |
| 2020 | Eurasburg  | Schlosskirche          |      | II/P    | 12       | Restaurierung der Willibald Siemann Orgel (erbaut 1909). → Orgel |
| 2023 | Schönbrunn | St. Zeno               |      | II/P    | 11       | Neubau |